# Bauschwanden
Bauschwanden (westallgäuerisch: Bauschwandə, Bouschwandə) ist ein Gemeindeteil der Gemeinde Röthenbach (Allgäu) im bayerisch-schwäbischen Landkreis Lindau (Bodensee).

## Geographie
Der Weiler liegt circa drei Kilometer nordwestlich des Hauptorts Röthenbach und zählt zur Region Westallgäu.

## Ortsname
Der Ortsname setzt sich aus dem mittelhochdeutschen Bestimmungswort būr für Haus oder Bauer sowie dem Grundwort -schwanden für eine Rodungssiedlung zusammen und bedeutet mit Häusern bebaute Rodesiedlung.

## Geschichte
Bauschwanden wurde erstmals urkundlich im Jahr 1290 als Burswandin mit zwei Gütern gehörend zum Kloster Mehrerau erwähnt. 1769 fand die Vereinödung mit neun Teilnehmern in Bauschwanden statt. Die Ortschaft gehörte einst dem Gericht Grünenbach in der Herrschaft Bregenz an.

## Baudenkmäler
- Siehe: Liste der Baudenkmäler in Bauschwanden

## Bodendenkmal
Südlich des Orts befindet sich eine Linienverschanzung des Mittelalters oder der frühen Neuzeit.